# 물-시멘트비
물-시멘트 비율(Water–cement ratio)은 콘크리트 믹스에 사용된 시멘트의 중량에 대한 물의 중량 비율이다. w/c 비율이 낮으면 강도와 내구성이 높아지지만 믹스를 만들기가 어려울 수 있다. 작업성은 혼화제 또는 가소제를 사용하여 해결할 수 있다.
포졸란(Pozzolan)같은 혼화제를 추가하여 콘크리트를 강화할 수 있다. 이때 비율은 물과 시멘트의 비율에 포졸란을  더한 w / (c + p) 값이다.
물 - 시멘트 비율의 개념은 더프 에이브람스(Duff A. Abrams)에 의해 처음 개발되었으며 1918년에 출판되었다. 콘크리트 슬럼프 테스트를 사용하기도 한다.

## 물-결합재비
최근들어 플라이애쉬, 슬래그, 실리카퓸, 천연 포졸란 재료 등 보조적 결합재를 포틀랜드 시멘트 콘크리트의 성질 개선을 위해 첨가하여 혼화재로 쓰는 경우가 있기 때문에 물-시멘트비라는 용어와 더불어 물-결합재비라는 용어도 병행해서 쓰고 있다.

## 영향
물-시멘트비가 클수록 만들어지는 콘크리트의 압축강도가 감소한다. 물-시멘트비가 낮으면 압축강도가 증가, 풍화 저항성 증가, 콘크리트의 부착력 증가, 습윤건조에 따른 부피변화 감소 효과가 있다.

## 같이 보기
- 콘크리트 슬럼프 테스트
- 시멘트 페이스트

## 참고 문헌
- (콘크리트의 슬럼프 시험 (KS F 2402) - e나라표준인증)https://www.standard.go.kr/KSCI/standardIntro/getStandardSearchView.do?menuId=503&topMenuId=502&ksNo=KSF2402&tmprKsNo=KSF2402&reformNo=11
- (굳지 않은 콘크리트의 반죽 질기 시험 방법(KS F 2427) - e나라표준인증)https://www.standard.go.kr/KSCI/standardIntro/getStandardSearchView.do?menuId=919&topMenuId=502&upperMenuId=503&ksNo=KSF2427&tmprKsNo=KSF2427&reformNo=10
- (대한전문건설협회 철근콘크리트 협의회) 한국콘크리트학회 콘크리트실무지침 ( "MCP 콘크리트 양생" ,한국콘크리트학회,기문당,2015)
- Michael S. Mamlouk; John P. Zaniewski (2016). 《실험과 함께하는 건설재료학》. 동화기술. ISBN 9788942590896.